# Praga 21
Praga 21 – dzielnica Pragi rozciągająca się na wschód od centrum miasta, na wschód od Wełtawy.
Obszar dzielnicy wynosi 10,15 km² i jest zamieszkiwany przez 9 209 mieszkańców (2008).
Dzielnica ma własne muzeum.